# Niccolao Manucci
Niccolao Manucci (19 de abril de 1638 - 1717) fue un escritor, médico autodidacta y viajero veneciano, que escribió relatos sobre el imperio mogol como testigo de primera mano. Su obra se considera una de las fuentes extranjeras más útiles sobre los acontecimientos que tuvieron lugar en la India bajo el dominio mogol. También documentó las creencias y costumbres populares de la época.

## Semblanza

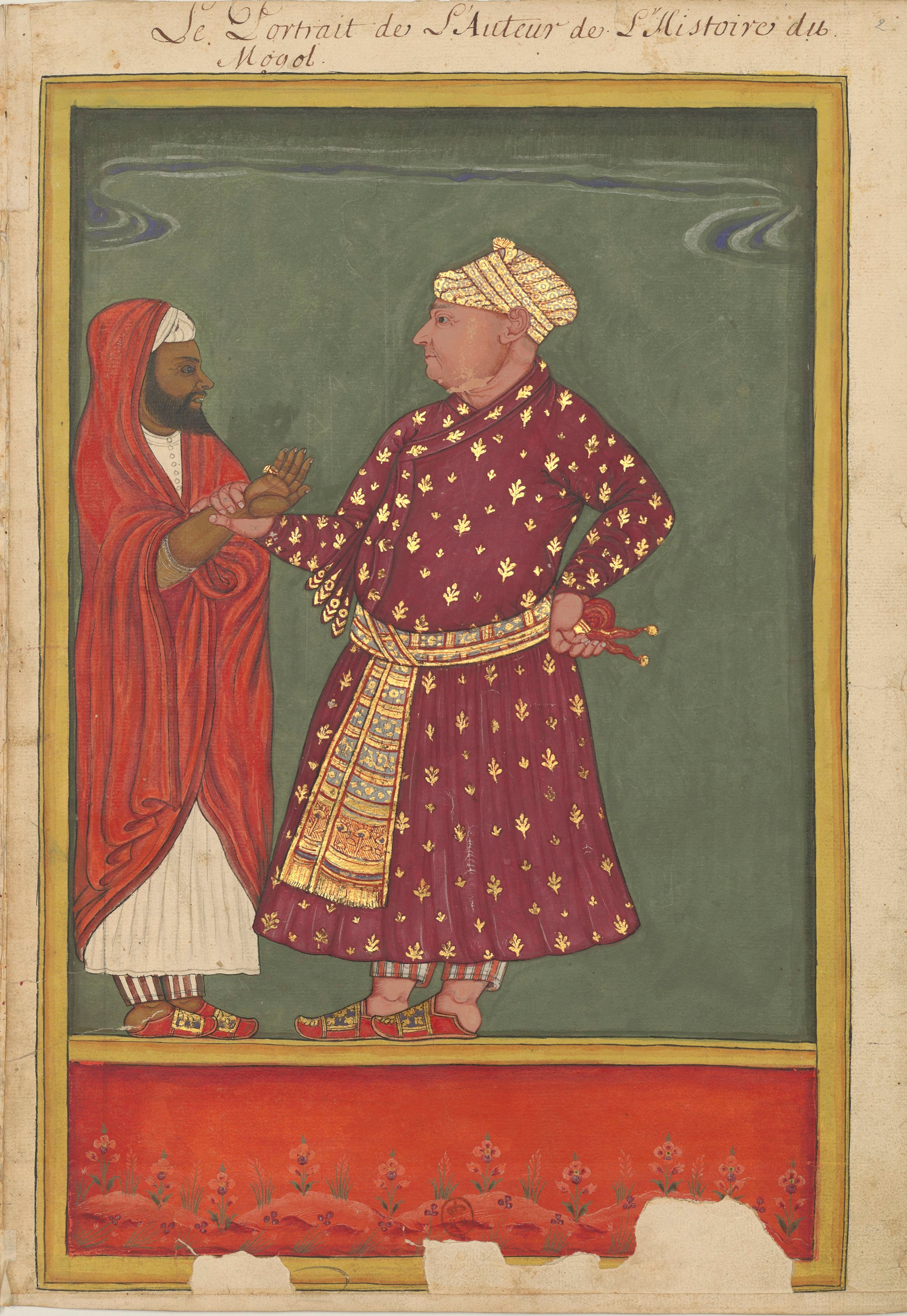
Manucci tomando el pulso a un paciente

Niccolò (o Nicolò) Manucci nació en Venecia, hijo de Pasqualino Manucci y de Rosa Bellin. De adolescente, comenzó a trabajar con su tío en Corfú, y embarcó en un navío inglés rumbo a la India. En Delhi vivió con una congregación de sacerdotes jesuitas, aprendiendo persa y algunos conocimientos de medicina. Envió un anillo a casa con instrucciones de que se vendiera a cambio de libros de medicina que le serían devueltos. Tras varios intentos dudosos como médico, con curas afortunadas de algunos pacientes influyentes, parece que logró trabajar como médico en la corte mogol. En 1653, fue reclutado como sirviente y guía por Henry Bard, 1er vizconde Bellomont, enviado de Carlos II de Inglaterra a Abbás II de Persia y al Sha Jahan.
Tras la muerte de Bard en Hodal el 20 de junio de 1656, Manucci se trasladó a Surat y, alrededor de 1656, se convirtió en artillero de Dara Shikoh. Tras la muerte de Dara Shikoh, se trasladó a Patna y posteriormente se puso a las órdenes de Mirza Raja Jai Singh. En 1666 intentó encontrar trabajo en la Cuenca Portuguesa y Goa. Después, regresó al servicio mogol en Lahore como médico. Perdió una buena parte de sus bienes en un naufragio, y a continuación empezó a trabajar como médico para Shah Alam en el Decán. En 1682 intentó actuar como intermediario entre portugueses y mogoles, y fue nombrado miembro de la Orden de Santiago por el virrey portugués Dom Francisco de Távora, Conde de Alvor. Sin embargo, su nombramiento terminó en 1686, cuando perdió la confianza mogol. Se trasladó a Hyderabad y posteriormente a Madrás, donde se casó con Elizabeth Hartley Clarke, viuda del intérprete portugués Thomas Clarke. Vivió en Madrás y trabajó en Pondicherry, donde obtuvo una casa en la Rue Neuve de la Porte de Goudelour (Cuddalore). Mantuvo buenas relaciones con William Gyfford y Thomas Pitt.

Manucci permaneció en la India gran parte de su vida y es una de las pocas fuentes europeas supuestamente de primera mano sobre Shah Jahan, Aurangzeb, Shivaji, Dara Shikoh, Shah Alam I, Jai Singh I y Kirat Singh. Mandó realizar miniaturas de varios gobernantes mogoles para su libro.

## Storia do Mogor
Manucci se hizo famoso por su obra Storia do Mogor, un relato de la historia y la vida mogol. Conocía de primera mano la corte mogol, y el libro se considera el relato más detallado del tribunal de justicia mogol. Es un relato importante de la época del reinado posterior de Sha Jahan y del reinado de Aurangzeb. También documentó creencias populares, incluyendo la brujería.
Escribió sobre su obra: "Debo añadir que no me he basado en el conocimiento de otros; y no he dicho nada que no haya visto o experimentado...".
Tras pasar casi toda su vida en la India, envió a Venecia el manuscrito de la Historia de Mogor, que fue prestado al historiador francés François Catrou en 1707. Para disgusto de Manucci, Catrou publicó su propia versión embellecida, titulada "Histoire générale de l'empire du Mogul", en 1715. El original apareció en Berlín en 1915 y fue escrito en tres idiomas diferentes.

## Obras
Algunas de las obras, reimpresiones y traducciones de Manucci incluyen:
- Manucci, Niccolao (1913). A Pepys of Mogul India 1653-1708 (Irvine, William, trad.). New York: E.P. Dutton and Company.
- Manucci, Niccolao (1826). History of the Mogul dynasty in India, 1399 - 1657 (François Catrou, trad.). London : J.M. Richardson.
- Manucci, Niccolao (1907). Storia do Mogor; or, Mogul India 1653-1708, Vol. 1 (William Irvine, trad.). London, J. Murray.
- Manucci, Niccolao (1907). Storia do Mogor; or, Mogul India 1603-1708, Vol. 2 (William Irvine, trad.). London, J. Murray.
- Manucci, Niccolao (1907). Storia do Mogor; or, Mogul India 1653-1708, Vol. 3 (William Irvine, trad.). London, J. Murray.
- Manucci, Niccolao (1907). Storia do Mogor; or, Mogul India 1653-1708, Vol. 4 (William Irvine, trad.).